# 宮崎晋生
宮崎 晋生（みやざき くにお）は、日本の商学者（経営学・国際経営論）。学位は、博士（商学）（一橋大学・2007年）。静岡県立大学国際関係学部准教授・大学院国際関係学研究科准教授。

## 来歴

### 生い立ち
一橋大学社会学部入学、1996年3月、同大学を卒業。その後、一橋大学大学院商学研究科に進学、この頃、米倉誠一郎の指導を受けた。2002年3月、一橋大学大学院博士課程を単位取得退学。その後、2007年、一橋大学より博士（商学）の学位を取得。

### 研究者として
大学院単位取得退学ののち、2002年4月より静岡県立大学国際関係学部講師に就任、主として国際関係学科にて国際政治経済コースの講義を担当した。また、同大学大学院国際関係学研究科講師も兼務、主として国際関係学専攻の講義を担当した。そのほか、静岡県立大学グローバル地域センター研究員を兼務した。

## 研究
一橋大学大学院商学研究科出身であることから、専門は商学。経営学・国際経営論の分野の研究に従事する。具体的には、国際企業戦略や戦略的提携などを取り上げて、その研究に取り組む。また、産業政策や国際競争力などを取り上げた研究にも取り組む。一橋大学在籍中は米倉誠一郎の薫陶を受けた縁もあり、のちに米倉が編纂した専門書において浜松ホトニクスを取り上げた章の執筆を担当した。
経営史学会や企業家研究フォーラムなどに所属。また、静岡市民文化会館の運営委員を務めていた。

## 略歴
- 1996年3月 - 一橋大学社会学部卒業。
- 2002年3月 - 一橋大学大学院商学研究科博士課程単位取得退学。
- 2002年4月 - 静岡県立大学国際関係学部講師。
- 2002年4月 - 静岡県立大学大学院国際関係学研究科講師。
- 2022年4月 - 静岡県立大学国際関係学部准教授[1]。

## 著作

### 単著
- 宮崎晋生著『日本の汎用電子計算機産業における技術提携の意義――産業発展・技術進化の社会的構築性』一橋大学、2007年。博士論文 博士（商学）[13]

### 共著
- 六鹿茂夫・小久保康之・前山亮吉編著『国際関係学への招待』三恵社、2003年。ISBN 4883611884

### 執筆
- 米倉誠一郎編『ケースブック日本のスタートアップ企業』有斐閣、2005年。ISBN 4641183155

### 主な論文
- 宮崎晋生稿「学生運動から就職へ――『全共闘世代』ホワイトカラーの一貫性の考察」『一橋研究』26巻3号、一橋大学、2001年10月31日、13-28頁。ISSN 0286-861X
- 宮崎晋生稿「戦略的提携論に関する考察」『国際関係・比較文化研究』3巻1号、静岡県立大学、2004年9月30日、39-47頁。ISSN 1348-1231
- 宮崎晋生稿「日本における電子計算機産業政策での政策決定プロセス」『国際関係・比較文化研究』6巻2号、静岡県立大学、2008年3月、371-390頁。ISSN 1348-1231
- 宮崎晋生稿「日本における共同開発の考察」『国際関係・比較文化研究』10巻1号、静岡県立大学、2011年9月、51-67頁。ISSN 1348-1231
- 宮崎晋生稿「日本の電子交換機における共同研究のパターン――草創期から実用化まで」『国際関係・比較文化研究』11巻1号、静岡県立大学、2012年9月、277-289頁。ISSN 1348-1231

## 関連人物
- 米倉誠一郎